# Нашлемник
Нашле́мник (нем. Helmkleinod) — геральдическая фигура, помещаемая на тулье или гребне шлема.
Чаще других в гербах встречаются перья — страусовые и павлиньи (количество не имеет значения), крылья птиц, человеческие фигуры.
Нашлемник считается необходимой частью дворянского герба, что прежде не соблюдалось.

## История

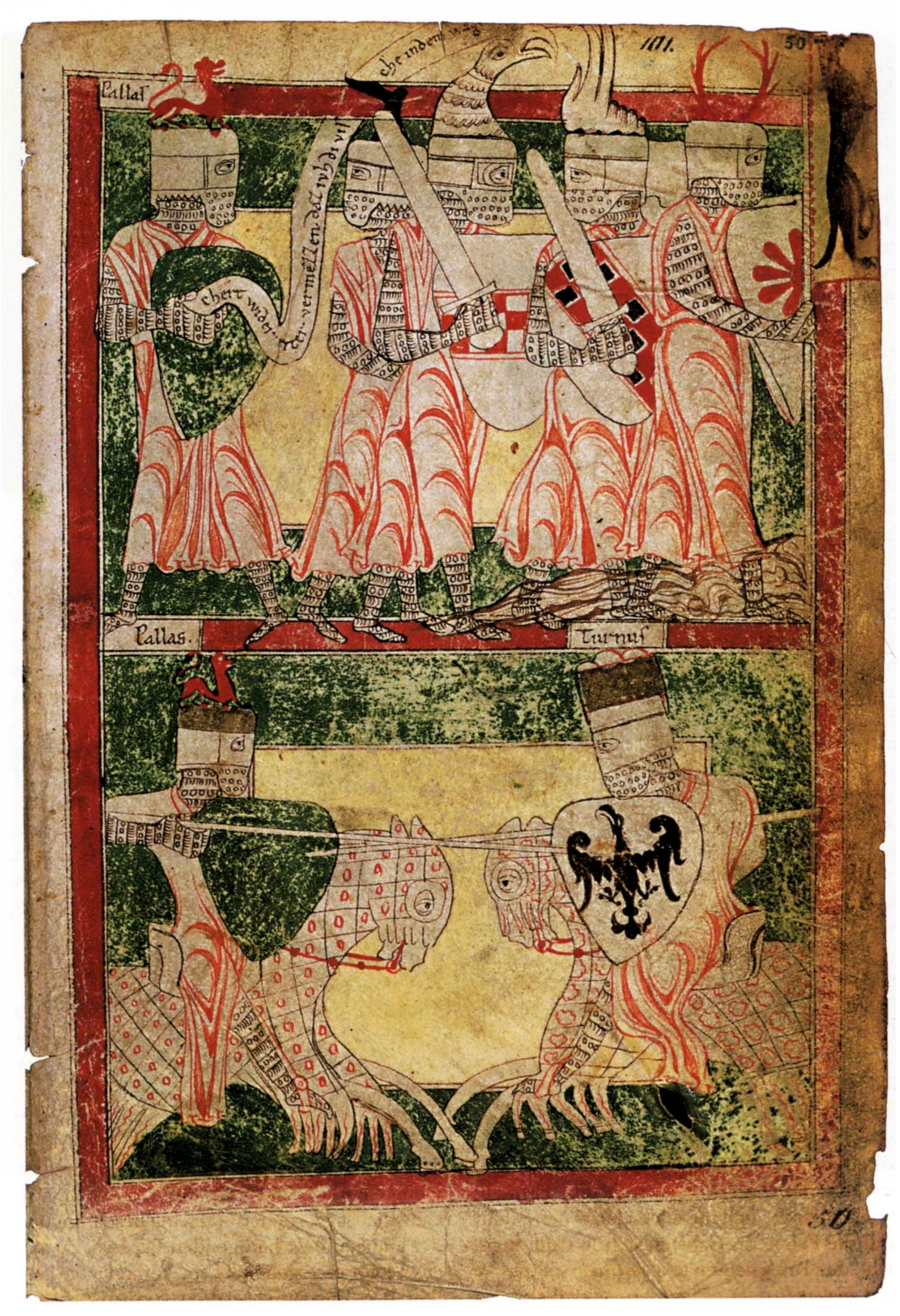
Нашлемники на миниатюре рукописи «Энеиды» Генриха фон Фельдеке, 1215 г.

Уже в глубокой древности воины помещали на своей голове фантастические предметы, чтобы казаться более ужасными врагам и придать себе величественный вид.
Предание приписывает Геркулесу ношение на голове шкуры с головой немейского льва, у Александра Македонского известен шлем с головой льва, у Пирра, царя Эпира — два козлиных рога. Диодор Сицилийский говорил, что цари Египта имели в нашлемниках головы льва, быка и дракона. Наиболее ранним изображением нашлемников является миниатюра из рукописи «Энеиды» Генриха фон Фельдеке (1215), другими известными ранними изображениями являются иллюстрации из «Манесского кодекса» 1300 г., «Цюрихского гербовника» 1340 г., а также рисунок графа Савойского Эмона Миролюбивого (1292—1343).

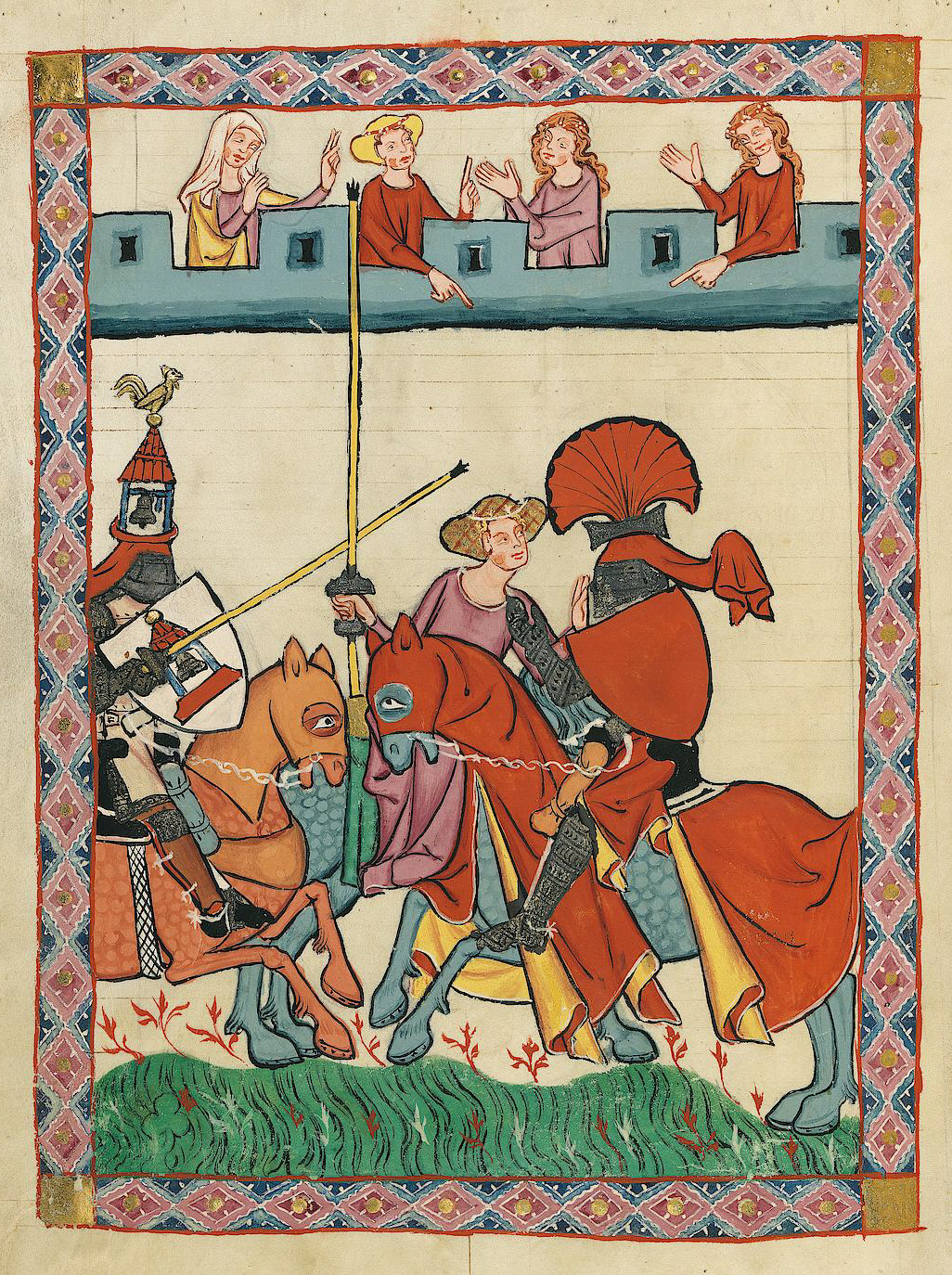
Рыцарский турнир. Миниатюра «Манесского кодекса», около 1300 г.

В средние века нашлемники изначально носили в основном немецкие рыцари, и лишь в XIV столетии они начали входить во всеобщее употребление, принимая причудливые и крайне разнообразные формы. Как правило, нашлемник состоял из кожаной, картонной или деревянной (реже металлической) фигуры, украшенной золотом и узорами. Одним из распространённых в германских землях нашлемников являлись длинные рога, традиция украшения которыми восходит к кельтской древности, когда они служили символом могущества и царской власти. Популярными также были нашлемники в виде стилизованных крыльев, реже встречались фигуры в форме человеческих ладоней, звериных или птичьих голов или лап.

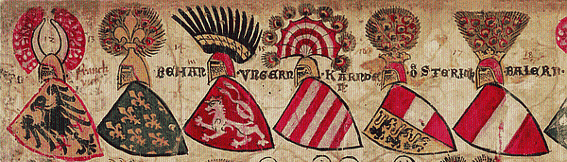
Миниатюра из «Цюрихского гербовника» 1340 г.

К середине XIV века употребление нашлемников сделалось всеобщим на рыцарских турнирах, а иногда и в бою. На ристалищах, если рыцарь участвовал в одной схватке, он помещал одно перо, если в двух — два пера. Нашлемники также часто служили условным знаком между рыцарем и его дамой, по которому иногда только она одна могла узнать его на турнире. Таким образом, они не были наследственными, а одно и то же лицо могло менять его по собственному произволу. Крайне редко они передавались по наследству, как, например, рога у герцогов Бретани. Встречаются случаи употребления родом одного герба, но с разными нашлемниками, и это обусловлено разветвлением рода.

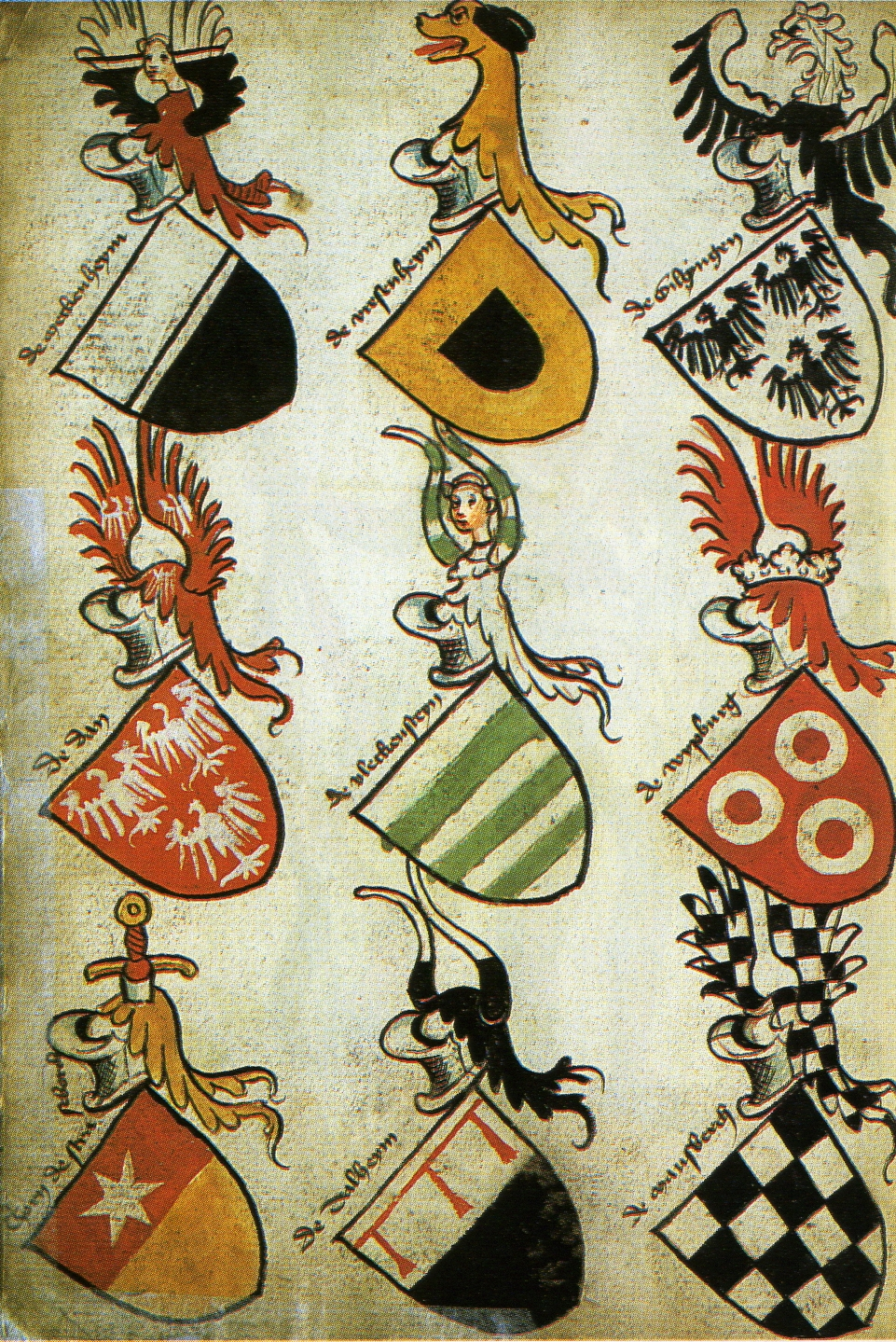
Миниатюра из «Хигхальменского гербовника», около 1450 г.

- Перья (плюмаж) — происхождение эмблемы с перьями восходит к середине XVI века. Первоначально павлиньи (павлиний хвост), затем страусовые (их видеть можно чаще всего). Наиболее характерны для немецкой и голландской геральдики, в других странах встречаются реже. Павлиньи перья изображаются естественного цвета, а страусовые, как правило, имеют те же цвета, что и щит с гербовыми фигурами, а порой ещё украшаются фигурами щита.
- Рога — знак силы, могущества и величия. Это могут быть рога буйвола, быка, оленя и даже единорога. Самые древние, изогнутые внутрь и заострённые — это рога буйвола, но бычьи встречаются чаще. Они появляются в гербах с XV века: очень длинные, с двойным изгибом, так как каждый рог состоял из двух соединённых рогов. Очень часто такие длинные рога оканчиваются раструбом, похожим на сопло. Первые геральдисты принимали их за те рога, в которые герольды трубили в момент блазирования рыцарских щитов. Однако учёные более позднего времени оспаривали этот тезис, считая, что происхождение этого элемента чисто «анатомическое», и в подтверждение этому отмечали наличие на самых древних шлемовых эмблемах ещё и ушей.
- Крылья (лёт) — фигура, будучи изображённой на щите, считается символом «непостоянства», но в качестве шлемовой эмблемы она теряет этот негативный смысл. Очень часто она встречается в немецких, фламандских и брабантских гербах, что свидетельствует именно о её престижности среди рыцарей (отсюда возник термин «знамённый лёт»). Лёт поверх щита всегда открытый и обычно повёрнутый прямо. Он выходит из венчика или шлемовой короны и имеет те же цвета́ и деления, что и щит, и кроме того может быть украшен его фигурами. Пространство между двумя полулётами может быть пустым или занятым какой-либо фигурой.
- Животные — реальные и фантастические, наиболее популярный сюжет шлемовой эмблемы. В этом случае эмблема часто перекликается с щитом, причём соблюдается соответствие в цвете и ракурсе. В отличие от фигур щита, на шлемовых эмблемах животные редко изображаются в полный рост. Примером исключения являлась фигура льва на шлеме Эдуарда Чёрного Принца (XIV век). При этом редко встречается и простая голова — обычно она соединяется с шеей и образует бюст. Половина тела животного восходит из венчика или короны.
- Человеческие тела — изображаются целиком или частично (головы, конечности, бюсты). Ангелы, как принято считать, относятся к двум категориям: фантастические и человеческие. К этому же типу относятся и иные божества и аллегорические изображения (Правосудие с завязанными глазами и т. п.).
- Искусственные фигуры — в их число входят: полумесяцы, звёзды, лилии, ключи, деревья, оружие и т. п.
- Символические — шлемовые эмблемы, которые напоминают о каком-то важном событии (Елизавета I пожаловала в герб Фрэнсиса Дрейка земной шар, символизирующий кругосветное путешествие, совершённое им (1577—1580))[2].

## Геральдика
Нашлемник в гербе помещается непосредственно на шлеме или выходит из короны. Он часто составляет повторение главной гербовой фигуры, помещённой в щите. Нашлемник иногда служит и для присоединения другого герба. До 1850-х годов в России существовал обычай в нашлемнике дворянских гербов помещать три страусовых пера.
Нашлемник может быть помещён впрямь, вправо или влево. Сообразно с этим меняется в гербе и положение шлема, который должен быть повёрнут в одну с нашлемником сторону.